# Pterophoridae
Los pterofóridos (Pterophoridae) son una familia de Lepidoptera con alas profundamente modificadas. Pertenecen a Apoditrysia pero a diferencia de otras polillas de este taxón no son de tamaño grande, sino que son muy pequeñas.

## Descripción y ecología

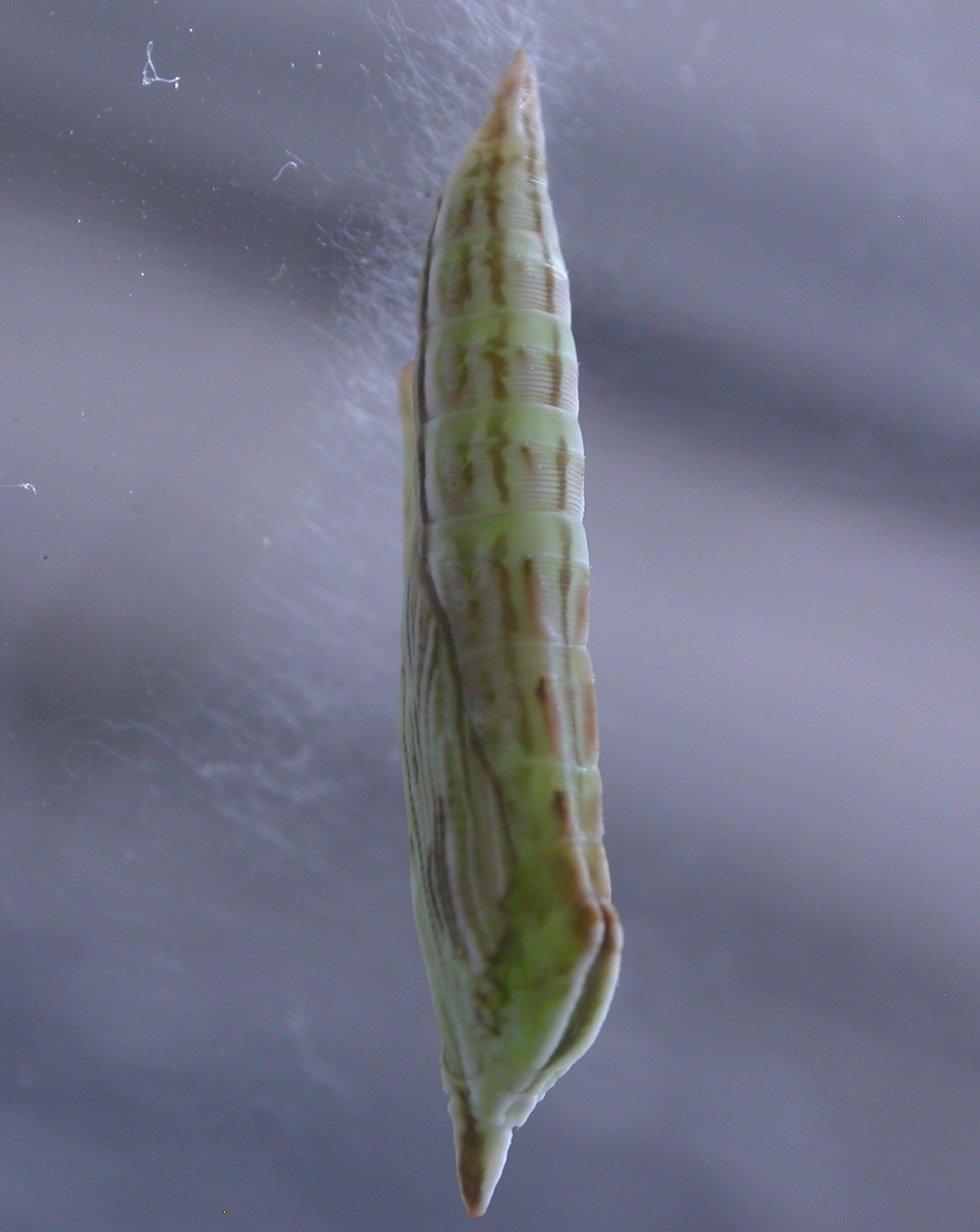
Pupa de Platyptilia tetradactyla (Pterophorinae: Platyptilini)

Las alas delanteras de estas polillas generalmente consisten de dos barras curvadas con setas irregulares en la parte posterior, con apariencia de plumas. Se asemejan a los lepidópteros de la familia Alucitidae a primera vista pero éstas tienen un mayor número de plumas simétricas. Las alas posteriores tienen una estructura similar pero tienen tres barras. Unos pocos géneros tienen alas típicas de lepidópteros.
Generalmente, la postura de reposo es con las alas extendidas lateralmente y curvadas hacia arriba. A menudo parecen una hoja seca de yuyo. Pueden escapar ser vistas por depredadores aun en pleno día. Algunas especies tienen larvas que perforan tallos o raíces, otras se alimentan de hojas.
Algunas especies son plagas de importancia económica, por ejemplo Platyptilia carduidactyla que se alimenta de alcaucil (Cynara cardunculus), Platyptilia pica que se alimenta de geranios entre otras especies y Stenoptilodes antirrhina que puede causar daño a plantas de Antirrhinum majus.
Algunas especies se usan como controles biológicos para combatir especies invasoras de plantas, por ejemplo Lantanophaga pusillidactyla combate a Lantana camara, Oidaematophorus beneficus se usa contra Ageratina riparia, Hellinsia balanotes, contra Baccharis halimifolia, y Wheeleria spilodactylus, contra Marrubium vulgare.

## Evolución
Se conoce una especie extinta del género Merrifieldia del Oligoceno de Francia.

## Taxonomía
El pequeño grupo del género Agdistopis es tratado a veces como una subfamilia (Macropiratinae) dentro de Pterophoridae, pero estudios recientes los colocan en una familia separada.
La familia se subdivide en las siguientes subfamilias, tribus y géneros, también se incluyen algunas especies:

Subfamilia Agdistinae
- Género Agdistis Hübner, 1825
  - Agdistis bouyeri
  - Agdistis linnaei

Subfamilia Ochyroticinae
- Género Ochyrotica
  - Ochyrotica bjoernstadti

Subfamilia Deuterocopinae Gielis, 1993
- Género Deuterocopus
- Género Heptaloba
- Género Hexadactilia
- Género Leptodeuterocopus

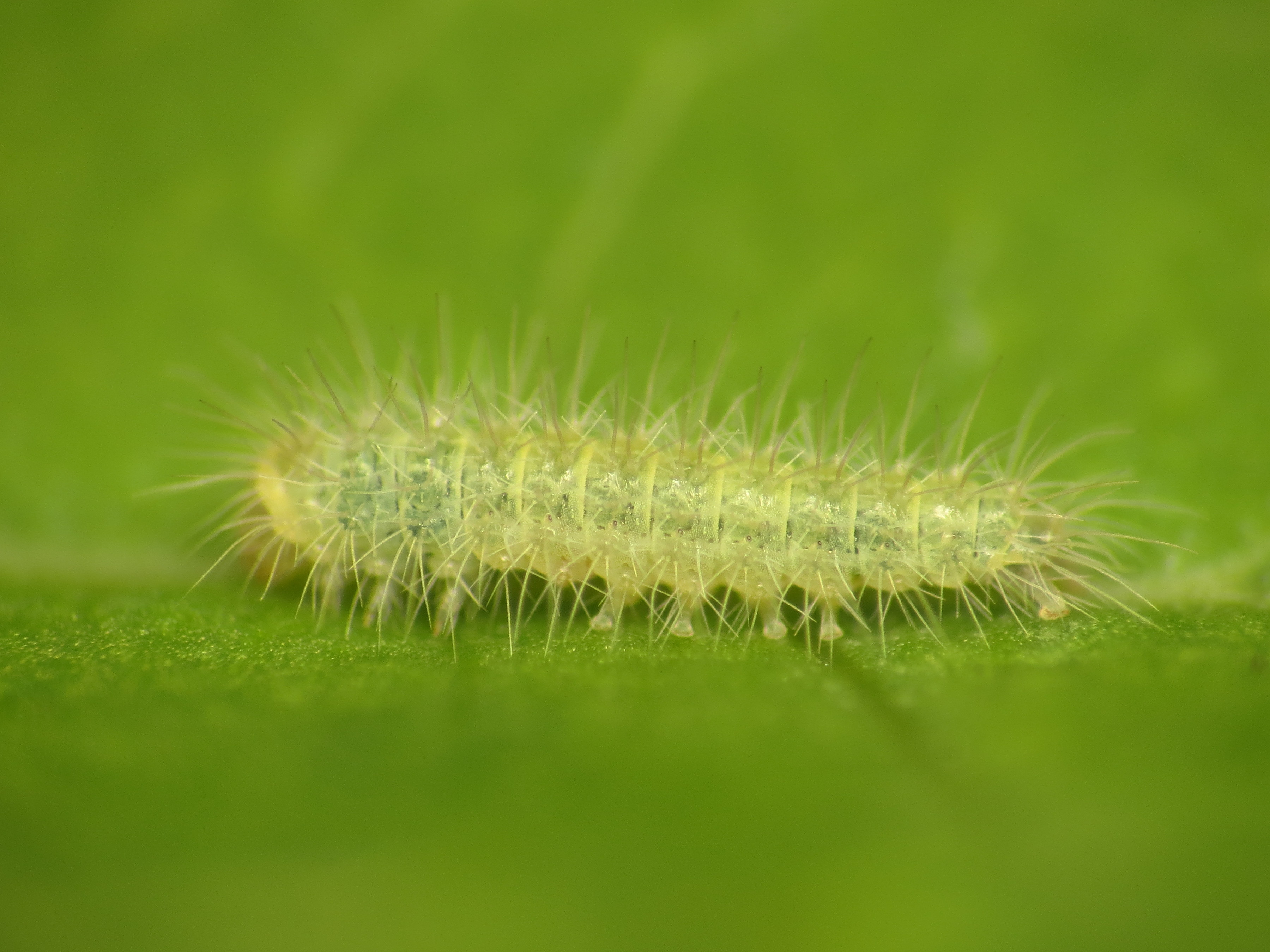
Larva de Pterophorinae sp. en Convolvulus arvensis

Subfamilia Pterophorinae Zeller, 1841
- Tribu Tetraschalini
  - Género Tetraschalis
  - Género Titanoptilus
  - Género Walsinghamiella
- Tribu Platyptilini
  - Género Amblyptilia Hübner, 1825
    - Amblyptilia acanthadactyla

  - Género Anstenoptilia
  - Género Asiaephorus
  - Género Bigotilia
  - Género Bipunctiphorus
  - Género Buszkoiana
  - Género Cnaemidophorus Wallengren, 1862
    - Cnaemidophorus rhododactyla

  - Género Crocydoscelus
  - Género Fletcherella
  - Género Gillmeria Tutt, 1905
    - Gillmeria ochrodactyla

  - Género Inferuncus
  - Género Koremaguia
  - Género Lantanophaga Zimmermann, 1958
    - Lantanophaga pusillidactyla

  - Género Leesi
  - Género Lioptilodes
  - Género Melanoptilia
  - Género Michaelophorus
  - Género Nippoptilia
  - Género Paraamblyptilia
  - Género Paraplatyptilia
  - Género Platyptilia Hübner, 1825Platyptilia celidotus
(Pterophorinae: Platyptilini)Platyptilia falcatalis
(Pterophorinae: Platyptilini)
    - Platyptilia aarviki
    - Platyptilia carduidactyla
    - Platyptilia celidotus
    - Platyptilia eberti
    - Platyptilia falcatalis
    - Platyptilia gonodactyla
    - Platyptilia nussi

  - Género Platyptiliodes
  - Género Postplatyptilia
  - Género Quadriptilia
  - Género Sinpunctiptilia
    - Sinpunctiptilia emissalis

  - Género Sochchora
  - Género Sphenarches
  - Género Stenoptilia Hübner, 1825
    - Stenoptilia bipunctidactyla
    - Stenoptilia kiitulo
    - Stenoptilia pterodactyla
    - Stenoptilia zophodactylus

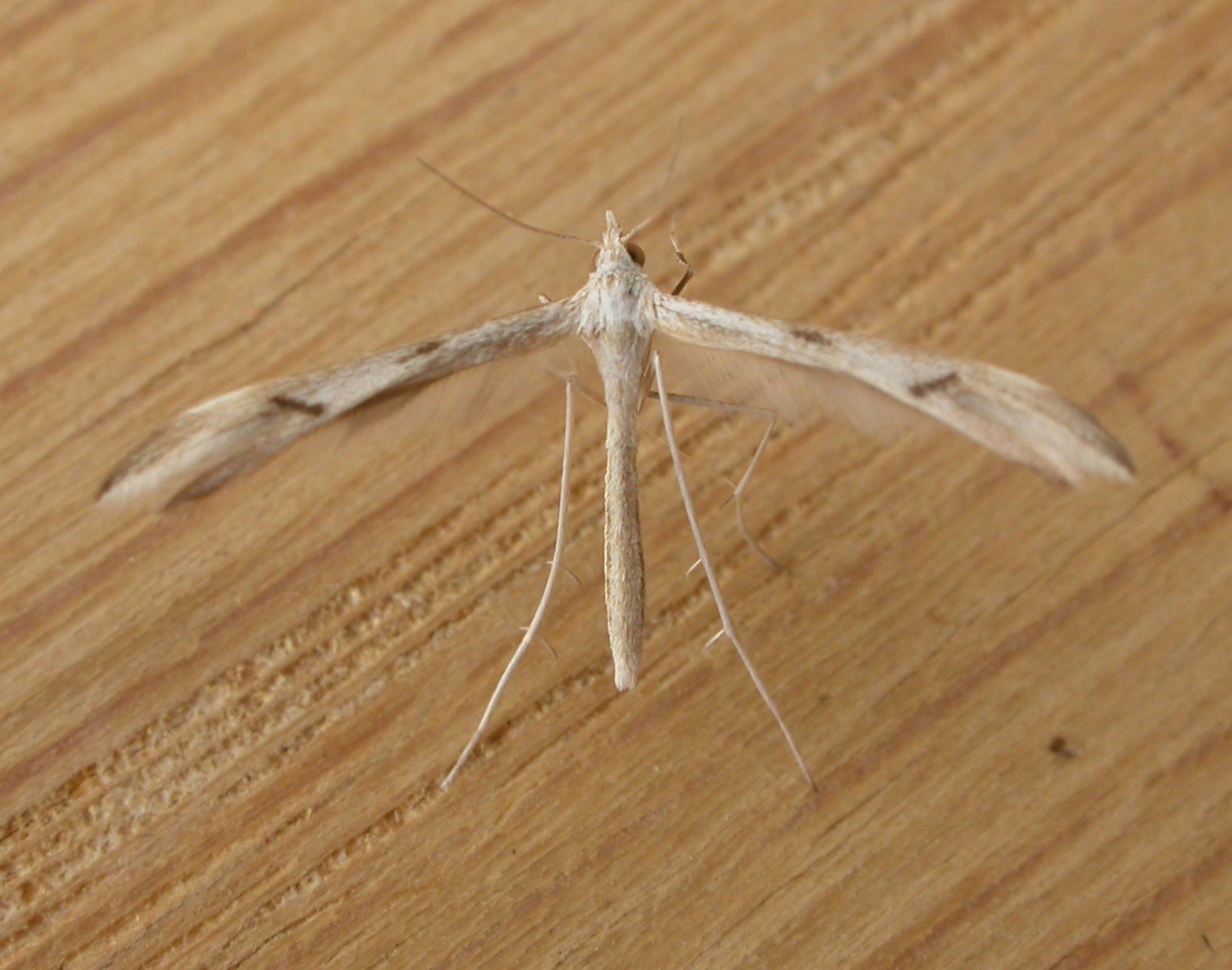
Platyptilia celidotus
(Pterophorinae: Platyptilini)

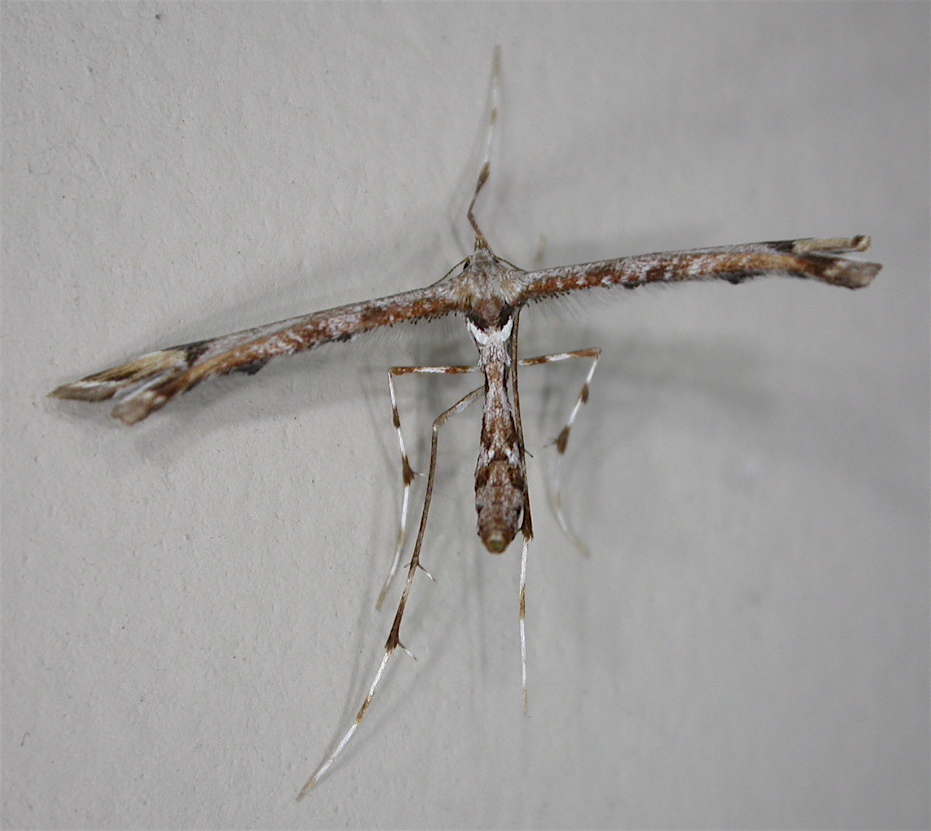
Platyptilia falcatalis
(Pterophorinae: Platyptilini)

  - Género Stenoptilodes Zimmermann, 1958
    - Stenoptilodes antirrhina

  - Género Stockophorus
  - Género Uroloba
  - Género Vietteilus
  - Género Xyroptila
- Tribu Exelastini
  - Género Arcoptilia
  - Género Exelastis
    - Exelastis caroli

  - Género Fuscoptilia
  - Género Marasmarcha
  - Género Parafuscoptilia
- Tribe Oxyptilini
  - Género Apoxyptilus Alipanah et al., 2010
  - Género Buckleria Tutt, 1905
    - Buckleria vanderwolfi

  - Género Capperia
  - Género CrombrugghiaStenodacma wahlbergi (Pterophorinae: Oxyptilini)
  - Género Dejongia
  - Género Eucapperia
    - Eucapperia continentalis

  - Género Geina
  - Género Intercapperia
  - Género Megalorhipida Amsel, 1935
    - Megalorrhipida leucodactyla

  - Género Oxyptilus
  - Género Paracapperia

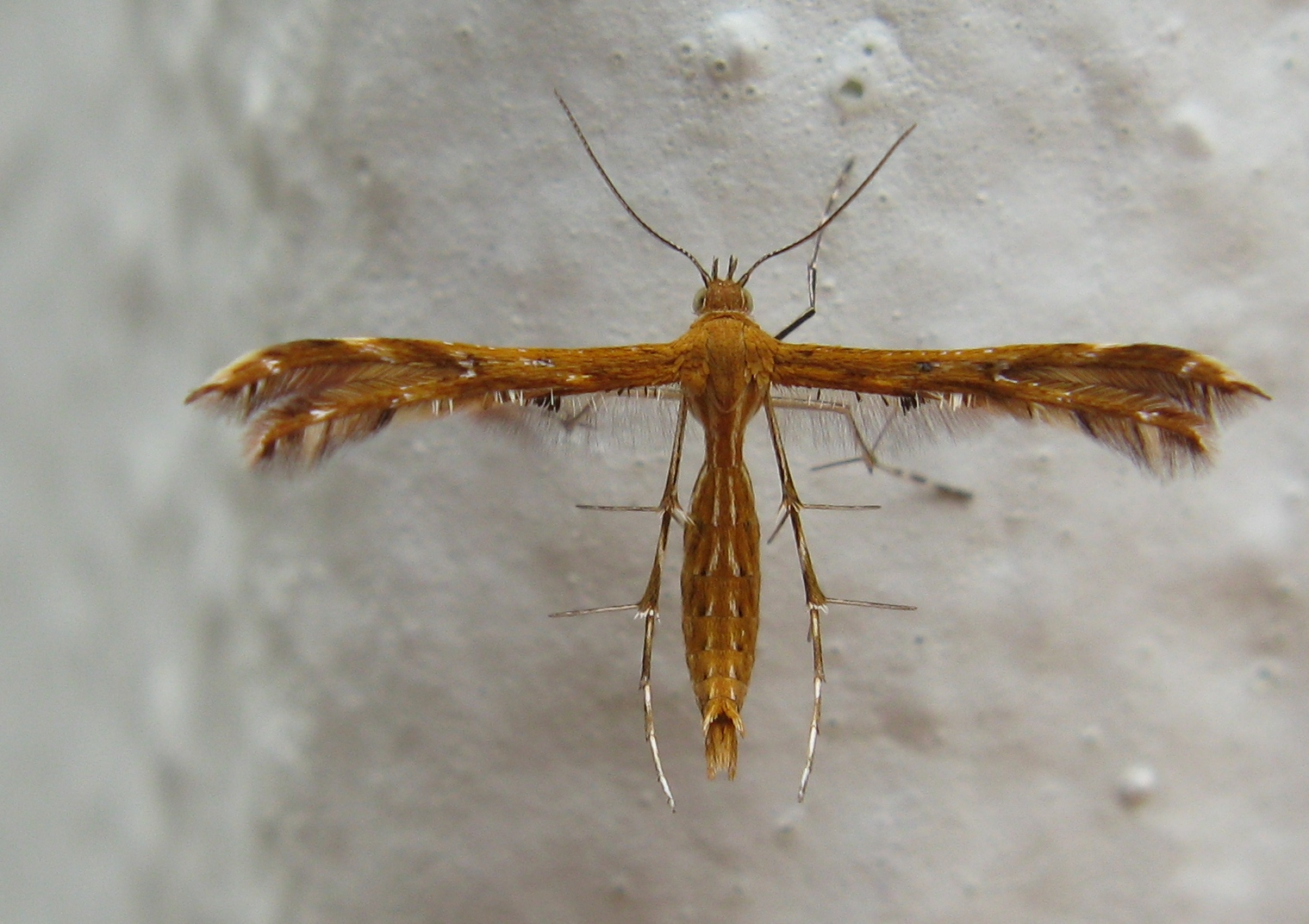
Stenodacma wahlbergi (Pterophorinae: Oxyptilini)

  - Género Prichotilus Rose and Pooni, 2003
  - Género Procapperia
  - Género Pseudoxyptilus Alipanah et al., 2010
  - Género Stangeia Tutt, 1905
    - Stangeia xerodesStangeia xerodes
(Pterophorinae: Oxyptilini)

  - Género Stenodacma
  - Género Tomotilus
  - Género Trichoptilus
- Tribe Oidaematophorini
  - Género Adaina
  - Género Crassuncus
  - Género Emmelina Tutt, 1905
    - Emmelina monodactyla

  - Género Gypsochares
  - Género Hellinsia Tutt, 1905
    - Hellinsia balanotes
    - Hellinsia emmelinoida

  - Género Helpaphorus
  - Género Karachia

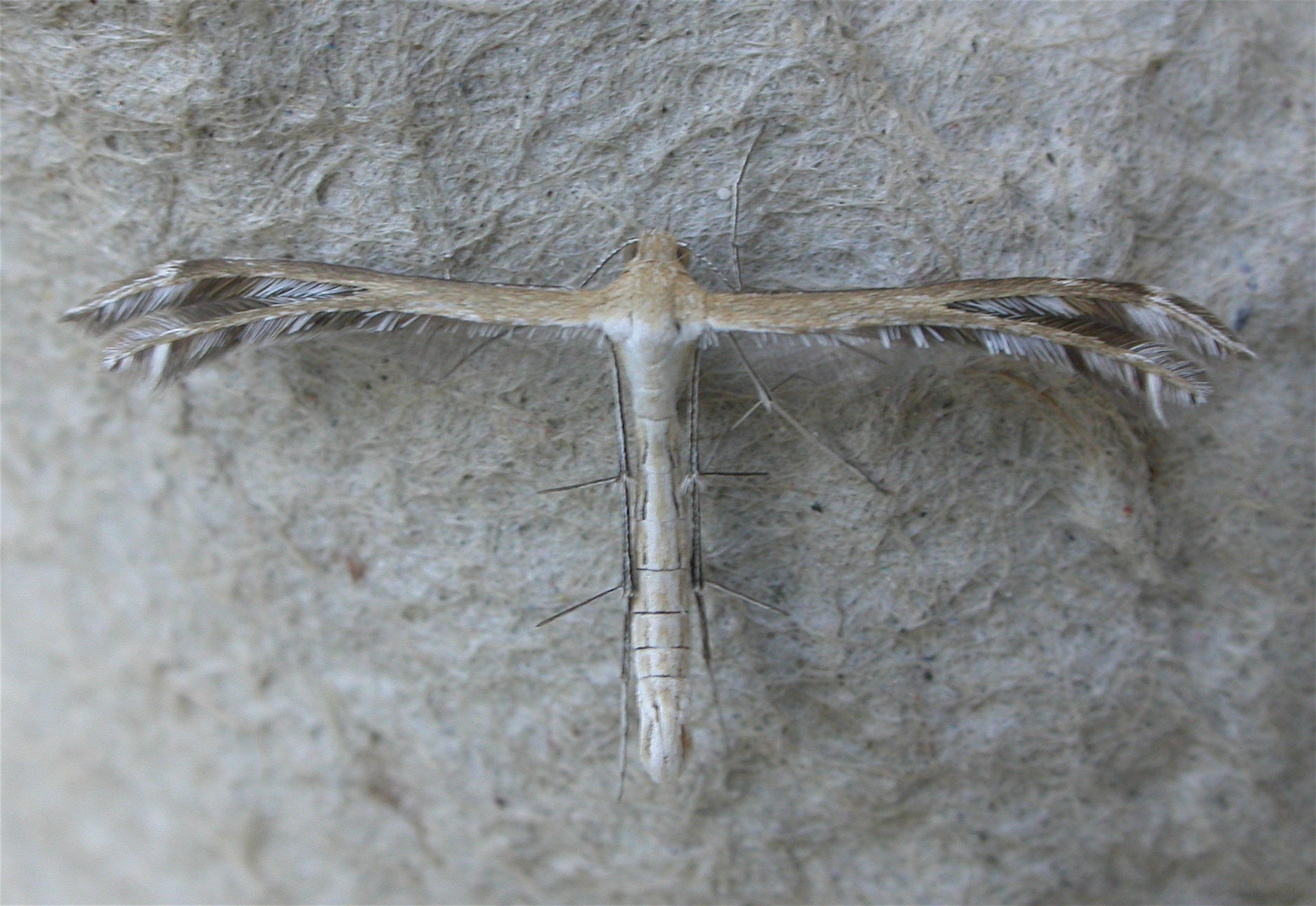
Stangeia xerodes
(Pterophorinae: Oxyptilini)

  - Género Oidaematophorus Wallengren, 1862
    - Oidaematophorus beneficus

  - Género Picardia
  - Género Pselnophorus Wallengren, 1881

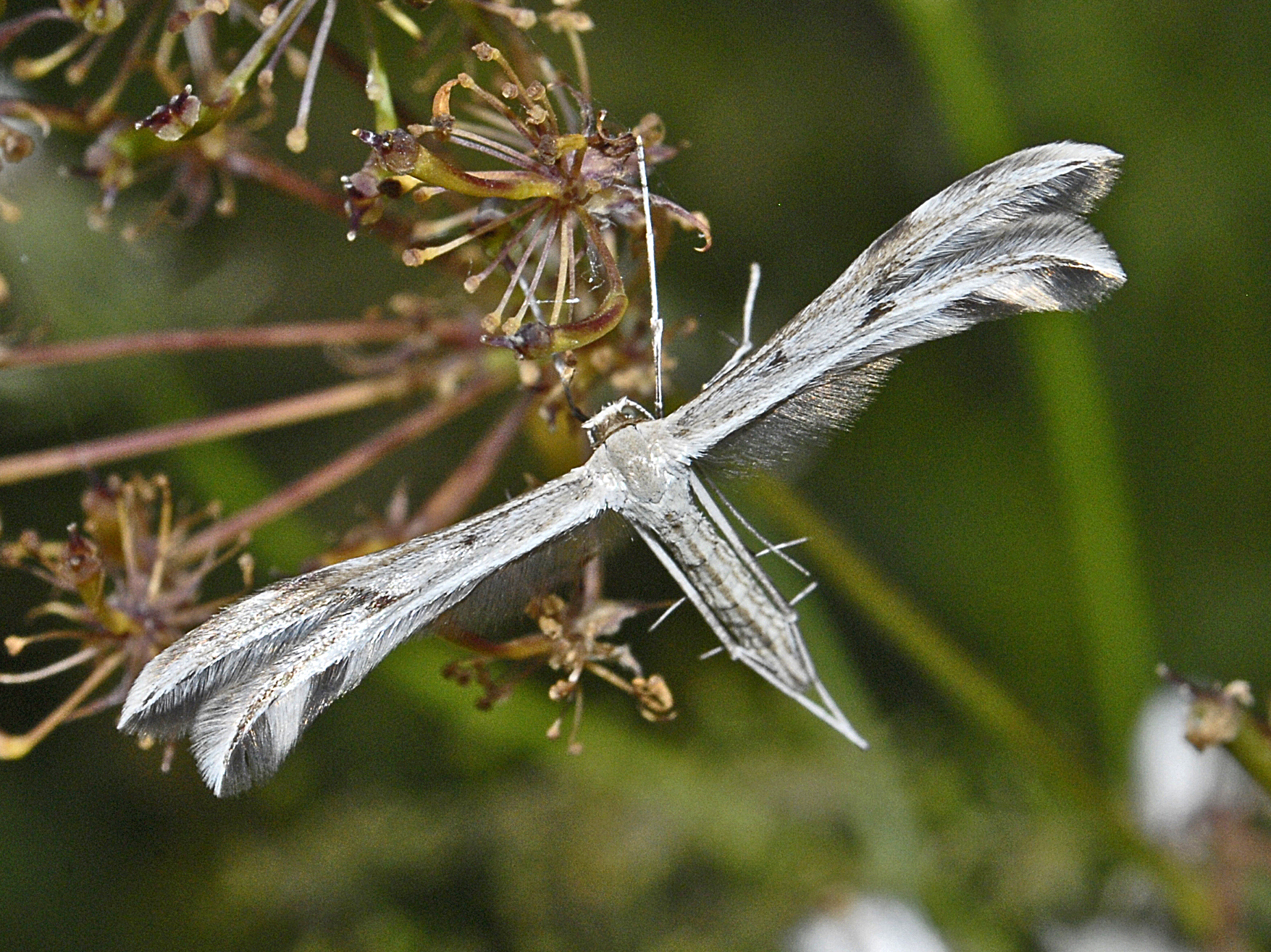
Calyciphora nephelodactyla

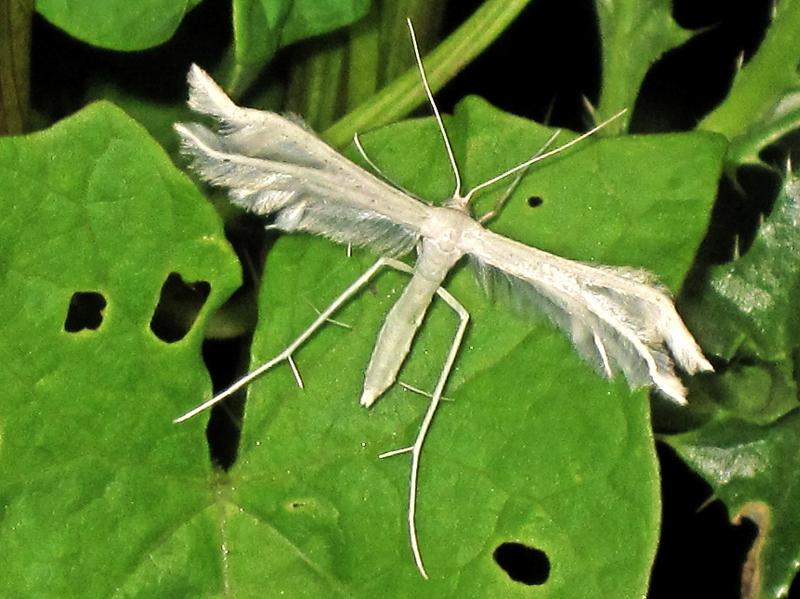
Pterophorus pentadactyla

    - Pselnophorus meruensis

  - Género Puerphorus
  - Género Setosipennula

- Tribu Pterophorini
  - Género Calyciphora
  - Género Cosmoclostis
    - Cosmoclostis aglaodesma
    - Cosmoclostis hemiadelpha
    - Cosmoclostis pesseuta

  - Género Diacrotricha
  - Género Imbophorus
    - Imbophorus aptalis
    - Imbophorus leucophasmus
    - Imbophorus pallidus

  - Género Merrifieldia
  - Género Oirata
  - Género Patagonophorus
  - Género Porrittia

- - Género Pterophorus
    - Pterophorus pentadactyla

  - Género Septuaginta
  - Género Singularia
  - Género Tabulaephorus
  - Género Wheeleria Tutt, 1905
    - Wheeleria spilodactylus